# Camí de Cavalls
Koordinaten: 39° 53′ 51,1″ N, 4° 15′ 26,8″ O

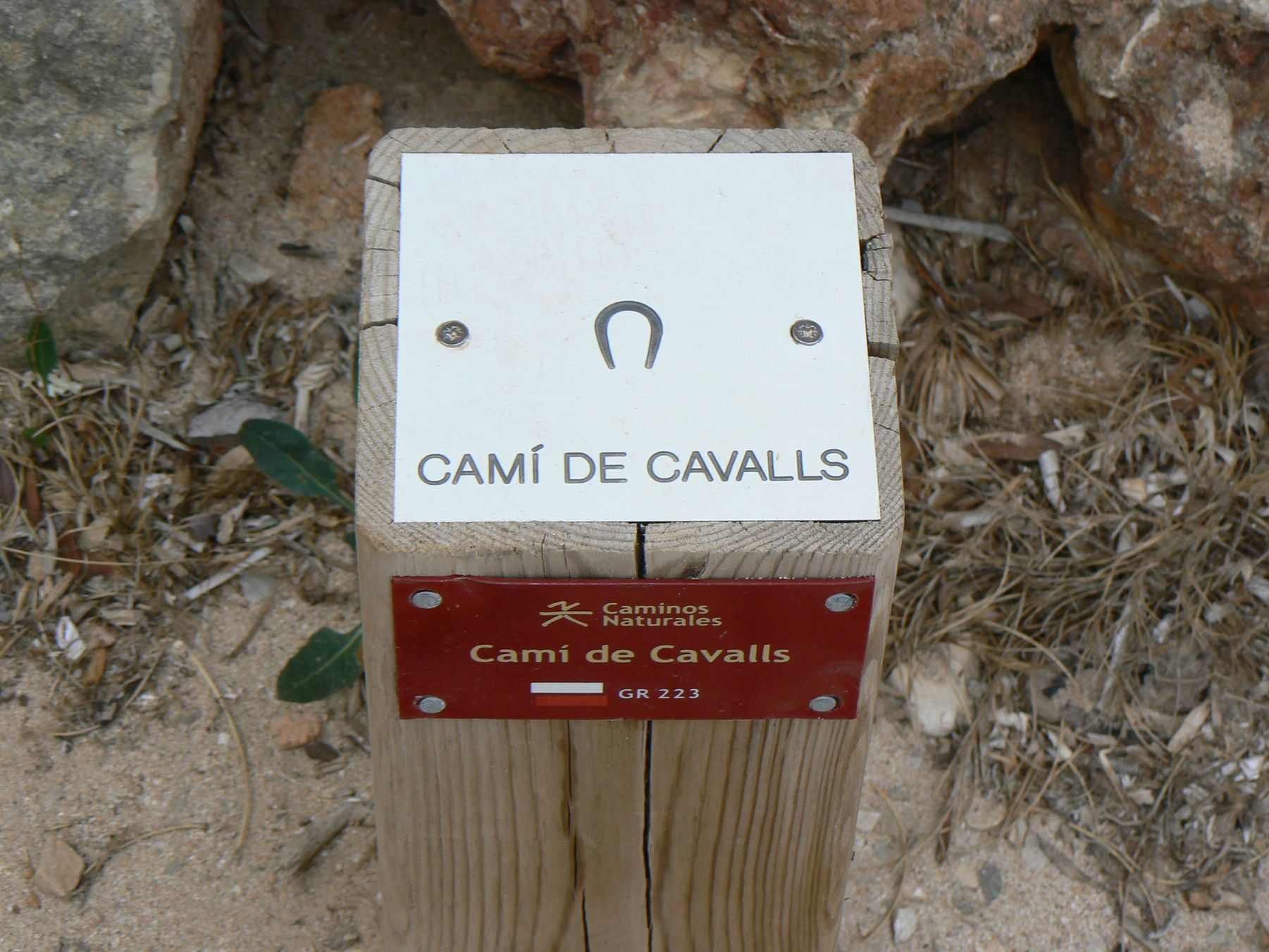
Wegmarkierung des Fernwanderwegs

Der GR 223 – Camí de Cavalls (katalanisch für „Weg für Pferde“) ist ein Fernwanderweg auf der Insel Menorca, Spanien. Er ist 185 km lang und Teil des GR-Fernwanderwegenetzes.

## Geschichte
Der Camí de Cavalls nahm vermutlich bereits im 14. Jahrhundert erste Gestalt an und wurde in seinem Ursprung von den „Caballeries“ (Landbesitzer mit feudalem Hintergrund) genutzt, um die Küste rund um die Insel zu erschließen. Erstmals erwähnt wurde der Camí schriftlich im 17. Jahrhundert als ein Pfad, der die Insel Menorca vollständig umrundet. Zwar wurde der Weg bis in das 20. Jahrhundert überwiegend vom Militär mit Pferden zu Verteidigungszwecken genutzt, er stand jedoch auch dem einfachen Volk zur Verfügung. Ab dem 20. Jahrhundert wurden Privatgrundstücke auf einzelne Abschnitte gebaut und der Camí de Cavalls konnte lange Zeit nicht genutzt werden. In den 1980er Jahren begannen Menorciner sich für die Wiederfreigabe des Pferdepfades einzusetzen.

## Camí de Cavalls heute
Immer noch verläuft der Camí de Cavalls zum Teil über Privatgrundstücke, ist aber seit Mitte der 2000er Jahre wieder frei zugänglich. Auf vielen der Etappen gibt es keine Möglichkeit Wasser einzukaufen, auch Übernachtungsmöglichkeiten sind auf dem gesamten Wanderweg schwer auffindbar. Eine vollständige Begehung ohne Verlassen der Route ist somit nahezu unmöglich. Der Camí de Cavalls sollte in einzelnen Etappen geplant und erschlossen werden.

## Etappen
- Karte mit allen Koordinaten:
- OSM |
- WikiMap

| \| Etappe Nr. \| Start \| Startkoordinaten \| Ziel \| Dauer hh:mm \| Distanz km \| Niveau \| \| ---------- \| ------------------- \| ------------------------------- \| ------------------- \| ----------- \| ---------- \| ------- \| \| 1 \| Maó \| 39° 53′ 51,1″ N, 4° 15′ 26,8″ O \| Es Grau \| 03:30 \| 10 \| Mittel \| \| 2 \| Es Grau \| 39° 56′ 45,8″ N, 4° 15′ 58,6″ O \| Favàritx \| 03:30 \| 8,6 \| Mittel \| \| 3 \| Favàritx \| 39° 59′ 48,5″ N, 4° 15′ 23,6″ O \| Arenal d’en Castell \| 05:00 \| 13,6 \| Mittel \| \| 4 \| Arenal d’en Castell \| 40° 1′ 13,7″ N, 4° 11′ 6,5″ O \| Cala Tirant \| 04:00 \| 10,8 \| Einfach \| \| 5 \| Cala Tirant \| 40° 2′ 39,9″ N, 4° 6′ 10,6″ O \| Binimel·là \| 04:00 \| 9,6 \| Mittel \| \| 6 \| Binimel·là \| 40° 3′ 5,9″ N, 4° 3′ 13,5″ O \| Els Alocs \| 05:00 \| 8,9 \| Schwer \| \| 7 \| Els Alocs \| 40° 3′ 7,8″ N, 3° 59′ 14,9″ O \| Algaiarens \| 04:30 \| 9,7 \| Mittel \| \| 8 \| Algaiarens \| 40° 2′ 33,1″ N, 3° 55′ 14,8″ O \| Cala Morell \| 02:10 \| 5,4 \| Mittel \| \| 9 \| Cala Morell \| 40° 3′ 4,8″ N, 3° 53′ 3,2″ O \| Punta Nati \| 03:00 \| 7 \| Einfach \| \| 10 \| Punta Nati \| 40° 2′ 37,7″ N, 3° 49′ 24,2″ O \| Ciutadella \| 04:00 \| 10,5 \| Einfach \| \| 11 \| Ciutadella \| 39° 59′ 43,5″ N, 3° 50′ 15,6″ O \| Punta d’Artrutx \| 05:00 \| 13,2 \| Einfach \| \| 12 \| Punta d’Artrutx \| 39° 55′ 26,9″ N, 3° 49′ 29,2″ O \| Cala en Turqueta \| 05:00 \| 13,3 \| Mittel \| \| 13 \| Cala en Turqueta \| 39° 56′ 0,2″ N, 3° 54′ 53,7″ O \| Cala Galdana \| 02:30 \| 6,4 \| Einfach \| \| 14 \| Cala Galdana \| 39° 56′ 18,4″ N, 3° 57′ 35,8″ O \| Sant Tomàs \| 04:30 \| 10,8 \| Mittel \| \| 15 \| Sant Tomàs \| 39° 54′ 47,8″ N, 4° 2′ 38,3″ O \| Son Bou \| 02:30 \| 6,4 \| Einfach \| \| 16 \| Son Bou \| 39° 53′ 55,4″ N, 4° 4′ 47,8″ O \| Cala en Porter \| 03:30 \| 8 \| Mittel \| \| 17 \| Cala en Porter \| 39° 52′ 10,9″ N, 4° 8′ 8,2″ O \| Binisafúller \| 04:30 \| 11,8 \| Einfach \| \| 18 \| Binisafúller \| 39° 49′ 47,3″ N, 4° 12′ 43,2″ O \| Punta Prima \| 03:30 \| 8,1 \| Einfach \| \| 19 \| Punta Prima \| 39° 48′ 51,2″ N, 4° 16′ 47,5″ O \| Cala de Sant Esteve \| 02:40 \| 7,3 \| Einfach \| \| 20 \| Cala de Sant Esteve \| 39° 51′ 49,4″ N, 4° 17′ 55,3″ O \| Maó \| 02:20 \| 6 \| Einfach \| |                     |                                 |                     |             |            |         |
| Etappe Nr. | Start               | Startkoordinaten                | Ziel                | Dauer hh:mm | Distanz km | Niveau  |
| 1 | Maó                 | 39° 53′ 51,1″ N, 4° 15′ 26,8″ O | Es Grau             | 03:30       | 10         | Mittel  |
| 2 | Es Grau             | 39° 56′ 45,8″ N, 4° 15′ 58,6″ O | Favàritx            | 03:30       | 8,6        | Mittel  |
| 3 | Favàritx            | 39° 59′ 48,5″ N, 4° 15′ 23,6″ O | Arenal d’en Castell | 05:00       | 13,6       | Mittel  |
| 4 | Arenal d’en Castell | 40° 1′ 13,7″ N, 4° 11′ 6,5″ O   | Cala Tirant         | 04:00       | 10,8       | Einfach |
| 5 | Cala Tirant         | 40° 2′ 39,9″ N, 4° 6′ 10,6″ O   | Binimel·là          | 04:00       | 9,6        | Mittel  |
| 6 | Binimel·là          | 40° 3′ 5,9″ N, 4° 3′ 13,5″ O    | Els Alocs           | 05:00       | 8,9        | Schwer  |
| 7 | Els Alocs           | 40° 3′ 7,8″ N, 3° 59′ 14,9″ O   | Algaiarens          | 04:30       | 9,7        | Mittel  |
| 8 | Algaiarens          | 40° 2′ 33,1″ N, 3° 55′ 14,8″ O  | Cala Morell         | 02:10       | 5,4        | Mittel  |
| 9 | Cala Morell         | 40° 3′ 4,8″ N, 3° 53′ 3,2″ O    | Punta Nati          | 03:00       | 7          | Einfach |
| 10 | Punta Nati          | 40° 2′ 37,7″ N, 3° 49′ 24,2″ O  | Ciutadella          | 04:00       | 10,5       | Einfach |
| 11 | Ciutadella          | 39° 59′ 43,5″ N, 3° 50′ 15,6″ O | Punta d’Artrutx     | 05:00       | 13,2       | Einfach |
| 12 | Punta d’Artrutx     | 39° 55′ 26,9″ N, 3° 49′ 29,2″ O | Cala en Turqueta    | 05:00       | 13,3       | Mittel  |
| 13 | Cala en Turqueta    | 39° 56′ 0,2″ N, 3° 54′ 53,7″ O  | Cala Galdana        | 02:30       | 6,4        | Einfach |
| 14 | Cala Galdana        | 39° 56′ 18,4″ N, 3° 57′ 35,8″ O | Sant Tomàs          | 04:30       | 10,8       | Mittel  |
| 15 | Sant Tomàs          | 39° 54′ 47,8″ N, 4° 2′ 38,3″ O  | Son Bou             | 02:30       | 6,4        | Einfach |
| 16 | Son Bou             | 39° 53′ 55,4″ N, 4° 4′ 47,8″ O  | Cala en Porter      | 03:30       | 8          | Mittel  |
| 17 | Cala en Porter      | 39° 52′ 10,9″ N, 4° 8′ 8,2″ O   | Binisafúller        | 04:30       | 11,8       | Einfach |
| 18 | Binisafúller        | 39° 49′ 47,3″ N, 4° 12′ 43,2″ O | Punta Prima         | 03:30       | 8,1        | Einfach |
| 19 | Punta Prima         | 39° 48′ 51,2″ N, 4° 16′ 47,5″ O | Cala de Sant Esteve | 02:40       | 7,3        | Einfach |
| 20 | Cala de Sant Esteve | 39° 51′ 49,4″ N, 4° 17′ 55,3″ O | Maó                 | 02:20       | 6          | Einfach |

## Bilder der Wegabschnitte

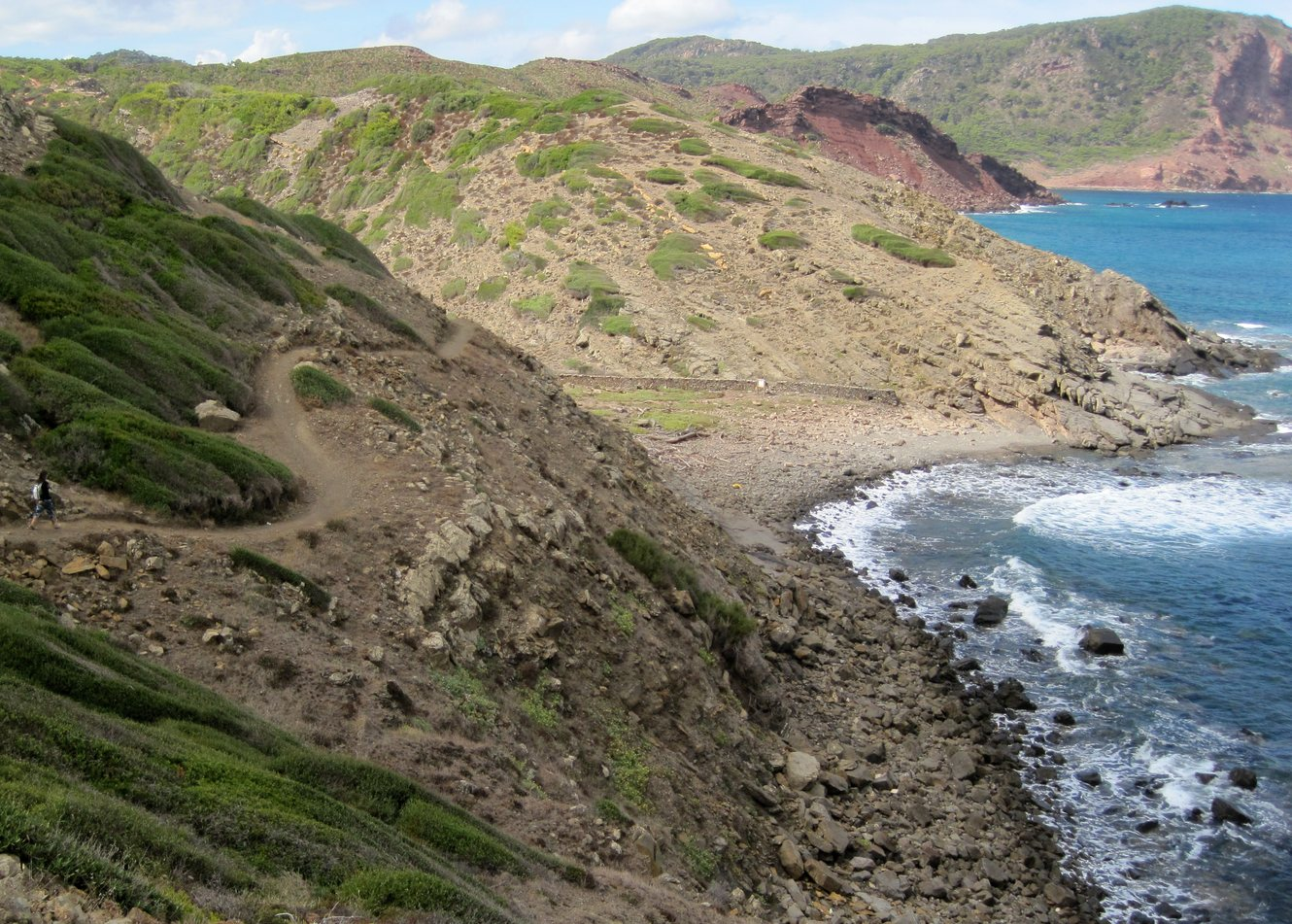
Abschnitt 7 (Ets Alcos)
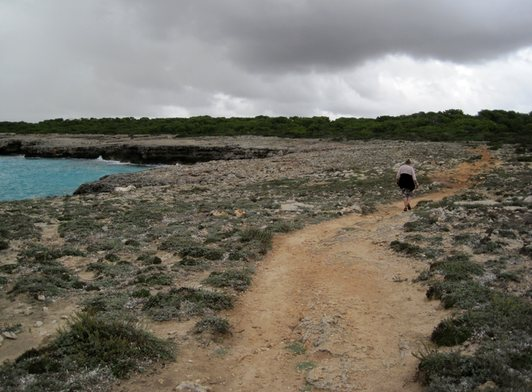
Abschnitt 11 (Ciutadella)
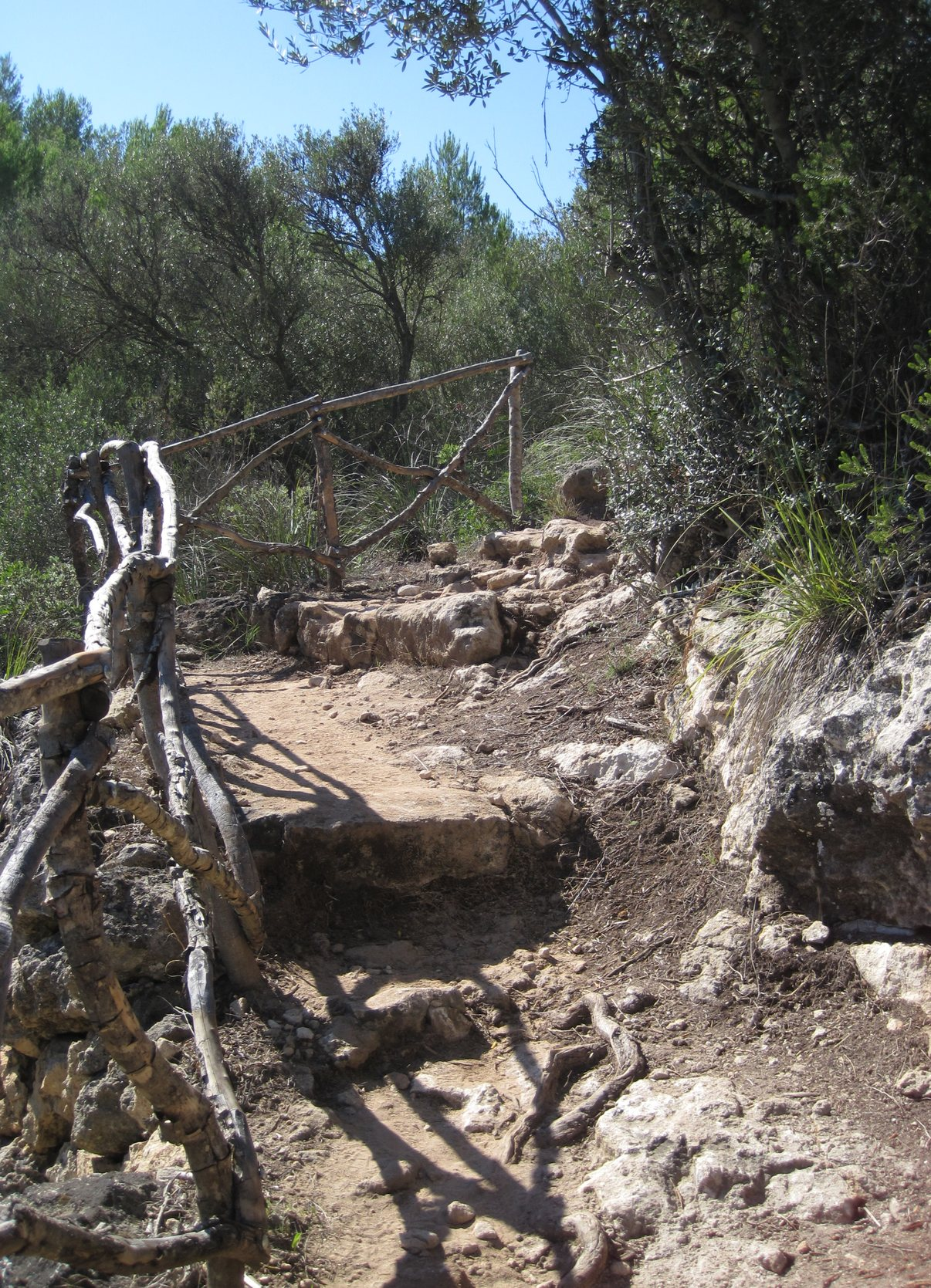
Abschnitt 12 (Punta d'Artrutx)
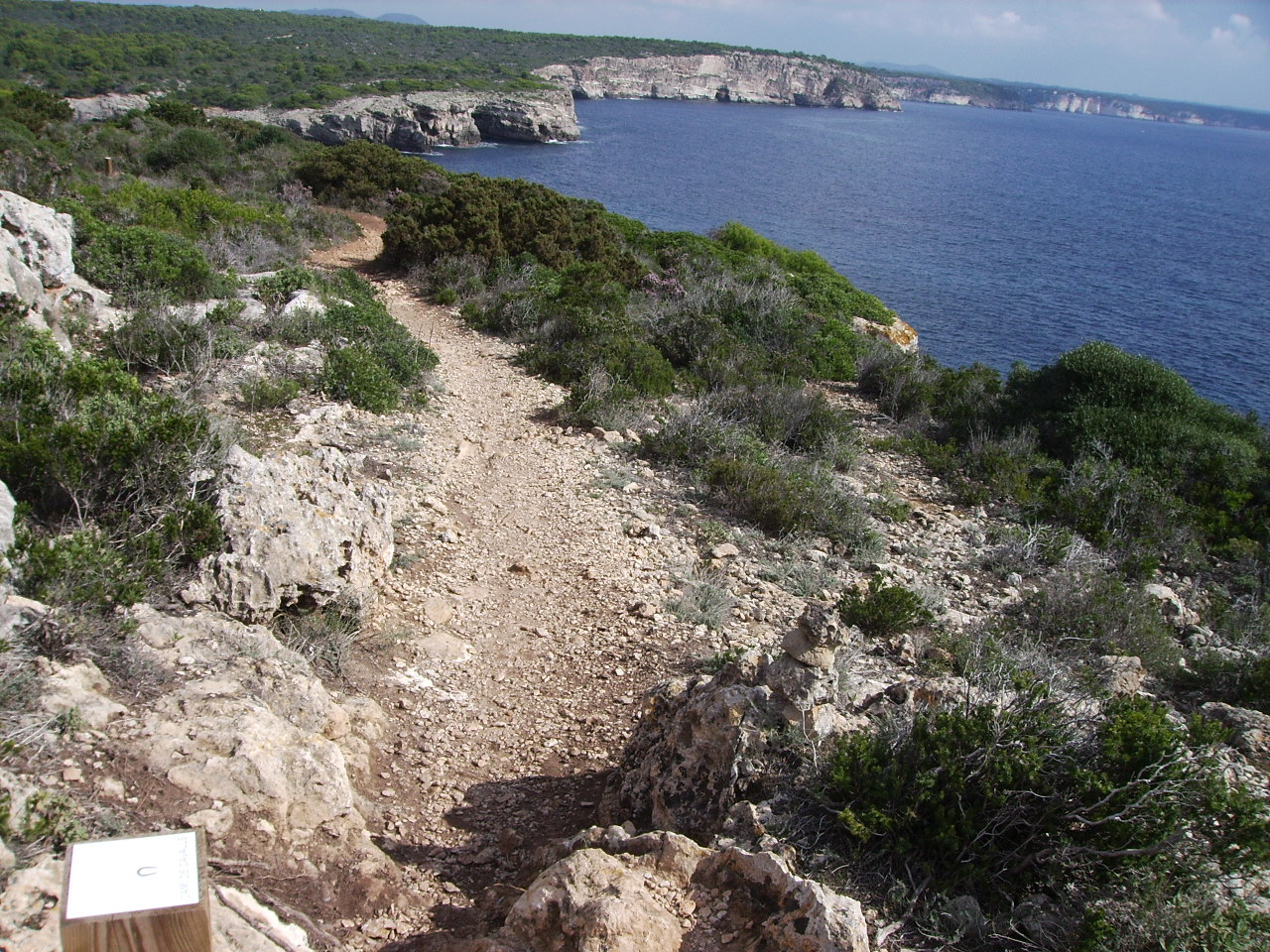
Abschnitt 12 (Richtung Cala en Turqueta)
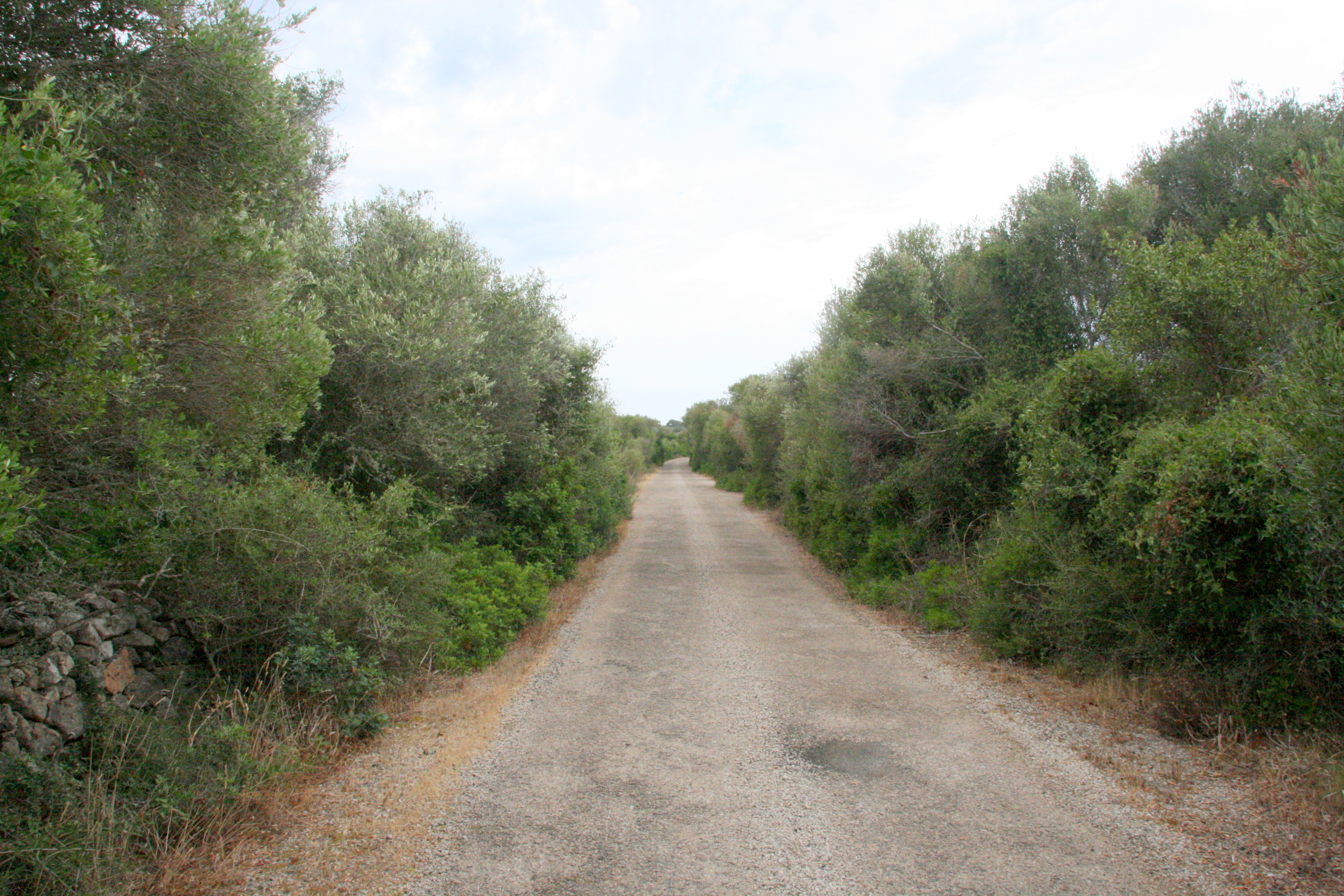
Abschnitt 16 (Llucalari)